# Одриконь (гміна)
Ґміна Одриконь (пол. Gmina Odrzykoń) — колишня (1934—1939 рр.) сільська ґміна Коросненського повіту Львівського воєводства Польської республіки (1918—1939) рр.. Центром ґміни було село Одриконь.

1 серпня 1934 р. було створено ґміну Одриконь в Коросненському повіті. До неї увійшли сільські громади: Байди, Братківка, Войківка, Вояшівка, Ленки Стрижівські, Лончки Ягеллонські, Одриконь, Петрушева Воля, Ріпник, Устробна.